# Premio Joan Fuster de Ensayo
El premio Joan Fuster de Ensayo es un premio literario en lengua catalana convocado por Edicions 3 i 4 y entregado dentro de los Premis Octubre celebrados cada año en la Comunidad Valenciana. Lleva el nombre del ensayista valenciano Joan Fuster.
Al premio pueden optar todas las obras, inéditas y en lengua catalana, de ensayo y tiene una dotación de 6.000 euros.

## Ganadores
- 1972: «El fet lingüístic com a fet social», de Francesc Vallverdú.
- 1973: «País perplex», de Josep Vicent Marqués.
- 1974: «Republicans i camperols revoltats», de Alfons Cucó.
- 1975: «La via valenciana», de Ernest Lluch.
- 1976: «Raons d'identitat del País Valencià. Pèls i senyals», de Dolors Bramon, Teresa Carnero Arbat, J.A. Martínez-Serrano, Màrius García Bonafé y Vicent Soler i Marco.
- 1977: «Inquisició espanyola i cultura renaixentista al País Valencià», de Jordi Ventura.
- 1978: «Lingüística i qüestió nacional», de Sebastià Serrano.
- 1979: Desierto
- 1980: Desierto
- 1981: «Contra moros i jueus», de Dolors Bramon.
- 1982: «Fuster portàtil», de Josep Iborra i Martínez.
- 1983: «Les cendres de maig. Material per a la crítica dels projectes alternatius», de Ernest García y Emérito Bono  Martínez.
- 1984: «Crítica de la nació pura», de Joan Francesc Mira.
- 1985: Desierto
- 1986: «De impura natione», de Damià Mollà Beneyto y Eduard Mira.
- 1987: Desierto. Finalistas: Document 88, de diversos autores, y La Pesta Blava, de Vicent Bello.
- 1988: 
  - «València, 750 anys de nació catalana», de Josep Guia.
  - «Els Països Catalans i Espanya: ser o no ser», de Pep Solervicens Bo.
- 1989: Desierto
- 1990: 
  - «L'esperit de la ciència» de Xavier Duran Escribà
  - «És més simple encara, digueu-li Espanya», de Francesc de Paula Burguera i Escrivà.
- 1991: «Deu daus», de Agustí Pons Mir.
- 1992: «El rostre de l'altre. Passeig filosòfic per l'obra d'Emmanuel Lévinas» de Xavier Antich
- 1993: «La mirada de Narcís», de Anna Papiol Constantí.
- 1994: «Cultura de masses i postmodernitat», de Enric Marín Otto y Joan Manuel Tresserras.
- 1995: «La temptació de la memòria», de Pau Viciano Navarro.
- 1996: «La via africana», de Alfred Bosch.
- 1997: «Joan Roís de Corella. La importància de dir-se honest», de Stefano Maria Cingolani.
- 1998: «Despintura del Jo», de Carles Hac Mor.
- 1999: «Dislocacions» de Ferran Sáez Mateu.
- 2000: «Aprés la mort» d'Albert Toldrà i Vilardell.
- 2001: «Joan Fuster, converses filosòfiques» de Júlia Blasco Serra.
- 2002: «Euram 2010. Una geografia necessària» de Josep Vicent Boira Maiques.
- 2003: 
  - «Ficcions còmplices» de Joan Garcia del Muro.
  - «El nacionalisme que ve» d'Antoni Vives i Tomàs.
- 2004: «Elogi de la memòria» de Santiago Vila i Vicente.
- 2005: Desierto
- 2006: «Simenon i la connexió catalana» de Xavier Pla Barbero.
- 2007: «Una geografia imaginària: Mèxic i la narrativa de l'exili» de Carlos Guzmán Moncada.
- 2008: «Realisme i nació: un assaig de filosofia impura» d'Antoni Defez Martín.
- 2009: «Franco contra Flash Gordon» per Vicent Sanchis.
- 2010: «Paisatge, territori i societat civil» de Joan Nogué Font[2]
- 2011: «Agent 447», de Gemma Aguilera.
- 2012: «Un antídot contra l'extrema dreta», de Antoni Cruanyes i Plana.[3]
- 2013: «Economia de l'absurd: Quan comprar més barat contribueix a quedar-se sense feina», de Josep Burgaya i Riera.[4]
- 2014: «El periodisme després de Twitter. Notes per repensar un ofici», de Albert Sáez i Casas.[5]
- 2015: Valencians sense ADN: Relats dels orígens, de Ferrán García-Oliver
- 2016: Soldats del no-res, de Joan Garcia del Muro
- 2017: Les altres catalanes: Memòria, identitat i jo autobiogràfic en la literatura d'immigració, de Margarida Castellano Sanz
- 2018: Les ciutats de lluny de Josep Pla de Antonio Martí Monterde.[6]
- 2019: L’eternitat enamorada de Josep Igual i Febrer[7]
- 2020: Els marges dels mapes de Àlex Matas Pons